# Gunnar Setterwall
Carl Gunnar Emanuel Setterwall, més conegut com a Gunnar Setterwall (Estocolm, Suècia, 18 d'agost de 1881 − íd., 26 de febrer de 1928) fou un tennista suec, guanyador de quatre medalles olímpiques.

## Carrera esportiva
Va participar, als 26 anys, en els Jocs Olímpics d'Estiu de 1908 celebrats a Londres (Regne Unit), on aconseguí guanyar la medalla de bronze en la prova de dobles masculina interior al costat de Wollmar Boström, a més de finalitzar cinquè en la prova masculina individual. En els Jocs Olímpics d'Estiu de 1912 realitzats a la seva ciutat natal d'Estocolm (Suècia) aconseguí guanyar tres medalles olímpiques: les medalles de plata en les proves de dobles masculins en format interior al costat de Carl Kempe i de dobles mixts a l'aire lliure al costat de Sigrid Fick, així com una medalla de bronze en la competició de dobles mixts interior també amb Sigfrid Fick.

## Jocs Olímpics

### Dobles
| Any  | Campionat                                     | Parella         | Oponents                      | Resultat                |
| ---- | --------------------------------------------- | --------------- | ----------------------------- | ----------------------- |
| 1908 | Jocs Olímpics, Londres, Regne Unit (interior) | Wollmar Boström | Josiah Ritchie Lionel Escombe | 4−6, 6−3, 1−6, 6−0, 6−3 |
| 1912 | Jocs Olímpics, Estocolm, Suècia (interior)    | Carl Kempe      | Maurice Germot André Gobert   | 4−6, 14−12, 2−6, 4−6    |

### Dobles mixtos
| Any  | Campionat                       | Parella     | Oponents                            | Resultat |
| ---- | ------------------------------- | ----------- | ----------------------------------- | -------- |
| 1912 | Jocs Olímpics, Estocolm, Suècia | Sigrid Fick | Dorothea Köring Heinrich Schomburgk | 4−6, 0−6 |
| 1912 | Jocs Olímpics (interior)        | Sigrid Fick | Margareta Cederschiöld Carl Kempe   | Renúncia |